# Idegpálya (film)
Az Idegpálya (eredeti cím: Nerve) 2016-ban bemutatott amerikai kalandfilm-thriller, melyet Henry Joost és Ariel Schulman rendezett, a forgatókönyvet Jessica Sharzer írta Jeanne Ryan 2012-es regénye alapján. A főszereplők Emma Roberts, Dave Franco és Juliette Lewis. 
Az Amerikai Egyesült Államokban 2016. július 27-én mutatták be, Magyarországon két hónappal később szinkronizálva, szeptember 22-én a Freeman Film forgalmazásában.

## Cselekmény
Vee (Emma Roberts) visszahúzódó, végzős középiskolás lány, aki rátermettebb barátnője, Sydney unszolására játékosként regisztrál egy internetes játékba, az Idegpályába. A játék lényege, hogy egyre nagyobb pénzösszegekért egyre komolyabb és veszélyesebb kihívásokat kell végrehajtani, miközben rengetegen nézik azt élőben. Vee első kihívása egy ismeretlen személy megcsókolása, Veenek pedig Ian-ra (Dave Franco) esik a választása, aki szintén Idegpálya-játékos. A nézőknek tetszik az új páros, így együtt kell egyre veszélyesebb kihívásokat végrehajtaniuk, amelyek során Vee kockára teszi a pénzét, a barátaival való kapcsolatát, és végül az életét is.
Az Idegpálya a való életben az interneten leselkedő veszélyekre kívánja felhívni az emberek figyelmét.

## Szereplők
| Színész           | Szerep                | Magyar hang        |
| ----------------- | --------------------- | ------------------ |
| Emma Roberts      | Venus "Vee" Delmonico | Bogdányi Titanilla |
| Dave Franco       | Ian / Sam             | Hamvas Dániel      |
| Machine Gun Kelly | Ty, Vee fő ellenfele  | Seres Dániel       |
| Juliette Lewis    | Nancy, Vee anyja      | Bertalan Ágnes     |
| Emily Meade       | Sydney, Vee barátnője | Csuha Borbála      |
| Miles Heizer      | Tommy, Vee barátja    | Szalay Csongor     |
| Kimiko Glenn      | Liv, Sydney barátnője | Berkes Boglárka    |